# Pajoki
Pajoki – wąwóz w południowej części wsi  Nielepice w województwie małopolskim, w powiecie krakowskim, w gminie Zabierzów. Jest jednym z odgałęzień Doliny Nielepickiej. Wcina się między porośnięty lasem grzbiet Dębowej Góry i wzgórze Dymniok. Dużą część wąwozu porasta las, ale na dnie  i zboczach jego dolnej części znajdują się zabudowania Nielepic. Dnem dolnej części wąwozu biegnie wąska, asfaltowa, ślepo kończąca się droga. Górna część Pajoków to głęboko w zbocza Bukowej Góry wcięty wąwóz o bardzo stromych zboczach. W górnej części jego orograficznie lewego zbocza znajduje się Jaskinia przy Kamyku (Jaskinia Pańskie Kąty).
Wąwóz znajduje się na Garbie Tenczyńskim będącym jednym z makroregionów Wyżyny Krakowsko-Częstochowskiej. Wchodzi w skład Tenczyńskiego Parku Krajobrazowego.
Wąwóz Pajoki przecina zielona ścieżka dydaktyczna.

## Szlaki turystyczne
Szlak spacerowo – edukacyjny wokół Nielepic: Nielepice, centrum – okopy z 1944 r. – kamieniołom wapienia Nielepice – Bukowa Góra – Pańskie Kąty (centrum edukacyjno-rozrywkowe) – Dębowa Góra – Jaskinia Pańskie Kąty – Pajoki – Nielepickie Skały – Nielepice. Jest to zamknięta pętla o długości około 8 km